# Indian Heaven
Indian Heaven – poligeniczne pole wulkaniczne w USA, w stanie Waszyngton, w hrabstwie Skamania. Teren ma status obszaru chronionego Indian Heaven Wilderness. Pole leży w odległości około 30 km na południe od Mount Adams, w połowie drogi do superwulkanu Mount St. Helens.
Pole powstało w plejstocenie i holocenie poprzez nałożenie się na siebie wulkanów tarczowych. Olbrzymi wybuch miał miejsce około 6250 r. p.n.e. (± 100), w czasie którego lawa popłynęła na odległość 46 km. Ostatni wybuch miał miejsce około 9000 lat temu w czasie którego uformował się szczyt Big Lava Bed. Pole ma około 450 km² i znajduje się na nim około 60 centrów erupcyjnych.